# Havelock Ellis
Henry Havelock Ellis (Croydon, 2 de febrer de 1859 - Hintlesham, Suffolk, 8 de juliol de 1939) va ser un sexòleg, metge i activista social britànic.

## Biografia

### Primers anys
Ellis, fill d'Edward Peppen Ellis i Susannah Mary Wheatley, va nàixer a Croydon, llavors una petita ciutat al sud de Londres. Son pare era capità de vaixell, sa mare filla d'un capità de vaixell, i altres parents també tenien oficis relacionats amb la mar. Als set anys son pare se'l va endur a un dels seus viatges, durant el qual van recalar a Sydney, Callao i Anvers. Al seu retorn, Ellis va ser inscrit a un col·legi d'extraordinària qualitat, el Col·legi Francès i Alemany, prop de Wimbledon, i posteriorment va assistir a un col·legi a Mitcham.

### Professor
L'abril del 1875 va embarcar-se al vaixell de son pare vers Austràlia, i poc després de la seua arribada a Sydney hi va obtenir treball com a mestre d'un col·legi privat. Va descobrir que no posseïa cap capacitació per a tal lloc i aleshores esdevingué tutor d'una família que vivia a poques milles de Carcoar. Hi va romandre un any, que va aprofitar per llegir molt, fins que va obtenir un treball a un col·legi de Grafton. El director havia mort, i Ellis va ocupar-ne la responsabilitat durant un any, però era massa jove i inexpert com per a tenir-hi èxit.
A finals d'any va tornar a Sydney, on després de tres mesos d'estudi va fer-se càrrec a temps partit de dues escoles elementals, l'una a Sparkes Creek i l'altra a Junction Creek. Va viure a la casa de l'escola de Sparkes Creek durant un any - l'any més productiu de la seua vida segons ell mateix reconeixeria posteriorment: «A Austràlia vaig millorar la salut del meu cos; vaig assolir la pau d'esperit; l'objectiu de la meua vida em va ser revelat; vaig ser capaç de decidir-me per una carrera professional; vaig ferme un creador en literatura… aquests cinc punts van determinar tota la meua activitat posterior al món. No crec que haguera pogut assolir-los tots sense l'ajut de l'ambient australià, potser cap d'ells si el destí no m'haguera situat al bell mig de la soledat del Liverpool Range.»

### Medicina
Va tornar a Anglaterra a l'abril de 1879. Havia decidit dedicar-se a l'estudi del sexe i creia que ho podria aconseguir millor des de la perspectiva de la medicina. Va estudiar medicina al St Thomas's Hospital, però mai no va practicar la professió amb caràcter formal. Va ingressar en l'organització The Fellowship of the New Life (La Germandat de la Vida Nova) l'any 1883, on va tenir l'ocasió de conèixer altres activistes socials, com ara Edward Carpenter i George Bernard Shaw.

### Matrimoni
El novembre de 1891, amb 32 anys i encara verge, Ellis es va casar amb l'escriptora i lluitadora pels drets de les dones Edith Lees (cap de les seues quatre germanes es va casar mai). Des del principi el seu matrimoni no va ser gens convencional (Edith Ellis era obertament lesbiana), i al final de llur lluna de mel, Ellis va tornar a viure al seu apartament de solter a Paddington, mentre que ella vivia en una comuna. Llur «matrimoni obert» va ser el tema central de l'autobiografia d'Ellis, My Life (La meua vida).

## Sexe
Segons conta el mateix Ellis a My Life, als seus amics els divertia el fet que fos considerat un expert en sexe considerant que va patir d'impotència fins als 60 anys, quan va descobrir que podia tenir una erecció amb l'observació d'una dona orinant. Ellis va anomenar aquest interès sexual en l'acte d'orinar Undinisme, però avui dia rep el nom d'urolàgnia.
La seua obra Sexual Inversion (Inversió Sexual), escrita en col·laboració amb John Addington Symonds, va ser el primer text mèdic en anglès sobre l'homosexualitat. Hi descriu les relacions sexuals entre homes homosexuals i nois, el que Ellis no considerava una malaltia ni quelcom immoral o criminal. L'obra afirma que l'amor entre persones del mateix sexe transcendeix l'edat com ho fa amb els tabús de gènere, de manera que set dels vint exemples que hi posa són de relacions intergeneracionals. Tot i que l'autoria del terme li és atribuïda, Ellis va escriure'n l'any 1897, «"Homosexual" és un terme bàrbarament híbrid, i no en sóc el responsable». Entre altres conceptes psicològics que va desenvolupar cal incloure l'autoerotisme i el narcisisme, ambdós posteriorment emprats per Sigmund Freud.

## Eugenèsia
Ellis va ser partidari de l'eugenèsia. Va ser vicepresident de la Eugenics Education Society i va escriure sobre el tema a The Task of Social Hygiene (La funció de la higiene social).
| « | (anglès) Eventually, it seems evident, a general system, whether private or public, whereby all personal facts, biological and mental, normal and morbid, are duly and systematically registered, must become inevitable if we are to have a real guide as to those persons who are most fit, or most unfit to carry on the race. | (català) Al capdavall, resulta evident que un sistema general, ja siga privat o públic, on queden degudament i sistemàticament registrats tots els fets personals, biològics i mentals, normals o patològics, esdevindrà inevitable si volem disposar d'una guia real per saber quines persones són més o menys adequades per al desenvolupament de la raça. | » |

## Arxius
L'arxiu personal de Havelock Ellis es conserva a la Universitat de Birmingham.

## Obres
- The Criminal (1890)
- The New Spirit (1890)
- The Nationalisation of Health (1892)
- Man and Woman: A Study of Secondary and Tertiary Sexual Characteristics (1894) (revisat l'any 1929)
- traducció: Germinal (d'Émile Zola) (1895) (reeditat l'any 1933)
- Sexual Inversion (1897) (amb J.A. Symonds) «Studies in the Psychology of Sex, Volume 2 by Havelock Ellis - Free Ebook».
- Affirmations (1898)
- The Evolution of Modesty, The Phenomena of Sexual Periodicity, Auto-Erotism, (1900) «Studies in the Psychology of Sex, Volume 1 by Havelock Ellis - Free Ebook».
- The Nineteenth Century, (1900)
- Analysis of the Sexual Impulse, Love and Pain, The Sexual Impulse in Women, (1903) «Studies in the Psychology of Sex, Volume 3 by Havelock Ellis - Free Ebook».
- A Study of British Genius (1904)
- Sexual Selection in Man (1905) «Studies in the Psychology of Sex, Volume 4 by Havelock Ellis - Free Ebook».
- Erotic Symbolism, The Mechanism of Detumescence, The Psychic State in Pregnancy (1906) «Studies in the Psychology of Sex, Volume 5 by Havelock Ellis - Free Ebook».
- The Soul of Spain (1908)
- Sex in Relation to Society (1910) «Studies in the Psychology of Sex, Volume 6 by Havelock Ellis - Free Ebook».
- The Problem of Race-Regeneration (1911)
- The World of Dreams (1911)
- The Task of Social Hygiene (1912)
- Impressions and Comments (1914-1924) (3 vols.)
- Essays in War-Time (1916)
- The Philosophy of Conflict (1919)
- On Life and Sex: Essays of Love and Virtue (1921)
- Kanga Creek: An Australian Idyll (1922) «Enllaç».
- Little Essays of Love and Virtue (1922)
- The Dance of Life (1923) «Enllaç».
- Sonnets, with Folk Songs from the Spanish (1925)
- Eonism and Other Supplementary Studies (1928)
- The Art of Life (1929) (seleccionat i arranjat per Mrs. S. Herbert)
- More Essays of Love and Virtue (1931)
- ed.: James Hinton: Life in Nature (1931)
- Views and Reviews (1932) «Enllaç».
- Psychology of Sex (1933)
- ed.: Imaginary Conversations and Poems: A Selection, de Walter Savage Landor (1933)
- Chapman (1934)
- My Confessional (1934)
- Questions of Our Day (1934)
- From Rousseau to Proust (1935)
- Selected Essays (1936)
- Poems (1937) (selected by John Gawsworth; pseudonym of T. Fytton Armstrong)
- Love and Marriage (1938) (amb altres autors)
- My Life (1939)
- Sex Compatibility in Marriage (1939)
- From Marlowe to Shaw (1950) (ed. de J. Gawsworth)
- The Genius of Europe (1950)
- Sex and Marriage (1951) (ed. de J. Gawsworth)
- The Unpublished Letters of Havelock Ellis to Joseph Ishill (1954)